# Glaucocharis eichhorni
Glaucocharis eichhorni là một loài bướm đêm trong họ Crambidae.